# Sean McKenna (wielrenner)
Sean McKenna (Dublin, 8 maart 1994) is een Iers voormalig wielrenner die in 2018 reed voor Holdsworth Pro Racing.

## Carrière
In 2017 werd McKenna vijftiende in het eindklassement van de An Post Rás. Een maand later werd hij vijfde in het nationale kampioenschap op de weg. In de wegwedstrijd op het wereldkampioenschap haalde hij de finish niet.

## Belangrijkste overwinningen
2018
6e etappe An Post Rás

## Resultaten in voornaamste wedstrijden
|      | \| Jaar \| \| WK op de weg \| \| ---- \| \| ------------ \| \| 2017 \| \| opgave \| |              |
| Jaar |                                                                                     | WK op de weg |
| 2017 |                                                                                     | opgave       |

## Ploegen
- 2016 –  An Post-Chain Reaction (stagiair vanaf 1-8)
- 2017 –  An Post Chain Reaction
- 2018 –  Holdsworth Pro Racing

Bennett · Bovenhuis · Gate · Spark · McConvey · Montgomery · Scott · Shaw · Stannus · Stewart · Vereecken · Wastyn · Watson · Wilson · Fyffe (stagiair) · McKenna (stagiair)
Bokeloh · Gardner · Gough · Gunst · Hennebry · Jamieson · Kasperkiewicz · MacKinnon · McKenna · Muela · Scott · Shaw · Stewart · Teggart · Tietema · Vanderaerden
Downing · Lizde · L. Mazzone · T. Mazzone · McCrystal · McDunphy · McKenna · Shaw · Thurau · Trulock · Viel · Womersley · Yallouris